# Campeonato Europeu de Voleibol Feminino
O Campeonato Europeu de Voleibol Feminino é uma competição organizada pela Confederação Europeia de Voleibol (CEV) que reúne a cada dois anos as principais seleções de voleibol da Europa. A sua primeira edição ocorreu em 1949. A diferença inicial entre campeonatos foi estabilizada a partir de 1975.

## Resultados

### Quadro de medalhas
| Ordem | País              | Medalha de ouro | Medalha de prata | Medalha de bronze | Total |
| ----- | ----------------- | --------------- | ---------------- | ----------------- | ----- |
| 1     | Rússia            | 19              | 4                | 3                 | 26    |
| 2     | Sérvia            | 3               | 3                | 2                 | 8     |
| 3     | Itália            | 3               | 2                | 3                 | 8     |
| 4     | Polônia           | 2               | 4                | 5                 | 11    |
| 5     | Alemanha Oriental | 2               | 4                | 1                 | 7     |
| 6     | Chéquia           | 1               | 4                | 4                 | 9     |
| 7     | Países Baixos     | 1               | 4                | 2                 | 7     |
| 8     | Turquia           | 1               | 2                | 3                 | 6     |
| 9     | Bulgária          | 1               | 0                | 2                 | 3     |
| 10    | Croácia           | 0               | 3                | 0                 | 3     |
| 11    | Alemanha          | 0               | 2                | 2                 | 4     |
| 12    | Hungria           | 0               | 1                | 3                 | 4     |
| 13    | Bélgica           | 0               | 0                | 1                 | 1     |
| 13    | Romênia           | 0               | 0                | 1                 | 1     |
| 13    | Ucrânia           | 0               | 0                | 1                 | 1     |

## MVP'spor edição
- 1949–1997 – Não houve premiação
- 1999 –  Evgenia Artamonova
- 2001 –  Antonina Zetova
- 2003 –  Małgorzata Glinka
- 2005 –  Dorota Świeniewicz
- 2007 –  Taismary Agüero
- 2009 –  Manon Flier
- 2011 –  Jovana Brakočević
- 2013 –  Tatiana Kosheleva
- 2015 –  Tatiana Kosheleva
- 2017 –  Tijana Bošković
- 2019 –  Tijana Bošković
- 2021 –  Paola Egonu
- 2023 –  Melissa Vargas